# Meinardins
El Meirnardins o Meinardians (alemany: Meinhardiner), també anomenats Comtes de Görz/Gorízia (alemany: Grafen von Görz, italià: Conti di Gorizia), foren una nissaga comtal del Sacre Imperi Romanogermànic, originalment oficials al Patriarcat d'Aquileia, que des de 1127 governaven el comtat de Gorízia (Görz). El 1253 heretaven el comtat del Tirol, que passava a la branca cadet de Gorízia-Tirol el 1271, també ducs de Caríntia des de 1286 en endavant. Enric de Gorízia-Tirol fins i tot va governar per matrimoni sobre el Regne de Bohèmia i (només com a titular) fou rei de Polònia el 1306 i una altra vegada de 1307 a 1310. Tanmateix, al no deixar cap hereu masculí, la branca Gorízia-Tirol es va extingir a la mort de la seva filla Margarida el 1369. La línia dels comptes de Gorízia va desaparèixer el 1500, i totes les propietats dels Meinardins foren finalment incorporades als dominis de la casa austríaca d'Habsburg.

## Història
La dinastia probablement derivava de la dinastia dels Sigàrdides (Sigarding, Sigardians) de la Francònia Renana, que originalment descendia dels comtes de la regió de Kraichgau i al segle x governava al Chiemgau en el ducat de Baviera. Un Sigàrdida de nom Meginard o Meinard (+ 1090) és documentat com a compte a la vall del Puster al Tirol (Pustertal). L'ancestre dels Meinardins, el comte Meinard de Gorízia, i el seu germà Engelbert, comte palatí de Baviera, podria ser el seu fill. La dinastia apareixia inicialment al voltant de Lienz i guanyava l'ofici de vogt (protector) a la ciutat de Gorizia (Görz) dins del Patriarcat d'Aquileia al segle xi.
El comtat de Tirol era ja en l'edat mitjana (alta i baixa) una àrea de ports de muntanya important amb les travessies sobre els Alps Orientals Centrals, vital perquè els emperadors de Sacre Imperi es posessin en contacte amb el Regne d'Itàlia. Els centres del poder Imperial eren inicialment dos bisbats, el de Brixen o Bressanone i el de Trento establerts per l'emperador Conrad II el 1027. Els bisbes eren els sobirans de molts senyors (dits ministerials) i nobles de base que dominaven els passos amb els seus nombrosos castells principalment sud del pas del Brenner (Brennero). Una d'aquestes famílies de nobles eren els comtes de Tirol, anomenats pel castell de Tyrol prop de la ciutat de Meran. Veloçment ascendiren com a administradors que exercien el poder de judicial per als bisbes de Trento i Brixen i finalment prenien el poder secular al sud del ducat de Baviera després de la deposició del duc de la Casa de Welf Enric el Lleó el 1180. Aquell fet permet comprendre perquè el nom de la casa comtal es va transferir finalment al país sencer.
Entre 1253 i 1258 els comtes de Görz o Gorízia assumien el poder a Tirol després de l'extinció de la successió mascle dels comtes de Tirol. El 1237 el comte Meinard III de Gorízia s'havia casat amb Adelaida, filla del comte Albert III de Tirol que moria el 1253 no deixant cap hereu mascle, i podia d'aquesta manera demanar l'herència. El seu fill i successor, el comte Meinard IV va augmentar el seu poder i va estructurar un país acceptablement homogeni per l'erecció d'un sistema administratiu realment exemplar. De qualsevol manera les tres àrees geogràfiques dels dominis eren massa grans només per un sobirà i a massa distància una de l'altra així que es va iniciar un repartiment el 1267/71, pel qual Meinard IV va cedir el comtat de Görz al seu germà més jove Albert I. Els descendents d'Albert, els anomenats Meinardins de Görz, van governar fins a la seva extinció durant l'any 1500 el comtat de Gorizia, mentre els descendents de Meinhard IV (comte Meinard II de Tirol) governaven aquest territori fins a la seva extinció.
In 1286 Meinard IV va rebre el ducat de Caríntia i la veïna marca de Carniola del rei Rodolf I d'Alemanya en agraïment pel seu suport contra Ottokar II de Bohèmia. El seu fill Enric de Bohèmia es va casar el 1306 amb Anna de Bohèmia (1290–1313) filla gran del rei Venceslau II de Bohèmia i després de la sobtada mort del rei Wenceslau III el mateix any fins i tot pujava al tron del Regne de Bohèmia. Tanmateix havia de fer front a les reclamacions alçades pel membre de la casa d'Habsburg Rodolf III d'Habsburg, fill del rei Albert I d'Alemanya, arxiduc d'Àustria, i finalment cap dels dos podia imposar-se enfront del comte Joan de Luxemburg, que es convertia en rei de Bohèmia el 1310. Mentre Enric mateix no deixava cap hereu masculí a la seva mort el 1335, i la casa austríaca d'Habsburg guanyava el llegat de la branca Görz-Tyrol a Caríntia i Carniola, que van mantenir fins a 1918. Enric només va deixar una filla anomenada Margarida de Tirol o Margarida "Maultasch" i el seu marit Joan Enric de Luxemburg, marcgravi de Moravia només era capaç de retenir el comtat de Tirol. El 1363 Margarida cedia també aquest comtat al duc Habsburg Rodolf IV d'Àustria després que el seu únic fill amb el seu segon marit, Lluís V de Baviera, el comte Meinard III de Gorízia-Tirol, havia mort aquell mateix any.
Els comptes de Görz foren a més els administradors d'Aquileia. Són famosos en numismàtica com a editors de la primera moneda daurada alemanya, el "Zwainziger". El diplomàtic cèlebre Oswald Von Wolkenstein era un subordinat dels comtes de Görz. La branca Gorízia de la dinastia es va extingir durant l'any 1500, quan moria l'últim comte mascle de la família Leonard de Gorízia, sense successió. Una branca aparent o il·legítima dels Meinardins eren la família dels Graben von Stein. Després de la mort de Leonard van esdevenir successors com a senyors a Lienz al Tirol oriental.

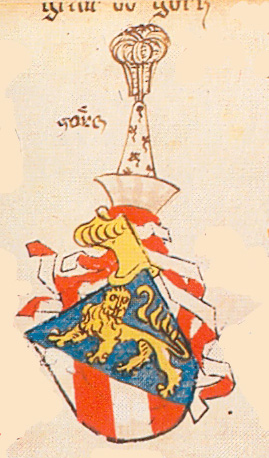
Escut d'armes de Görz, Còder d'Ingeram, 1459

## Comptes de Görz
- Marquard de Gorízia (vers 1060/1074), Vogt d'Aquileia, comte a Viehbachgau i Caríntia, marcgravi d'Ístria-Carniola (algunes fonts el consideren també duc de Caríntia)

| - Enric I de Gorízia (+ després de 1102), Vogt d'Aquileia des de 1082 - Ulric de Gorízia (o Ulric d'Eppenstein) (+ 1122), germà, vogt de Sankt Gallen, patriarca d'Aquileia. | - Meginard (+ vers 1090), de la casa dels Sigardings, comte a la vall de Puster |

- Meinard I (+ 1139/1142), origen incert (possible fill de Meginard), esmentat com a comte de Görz el 1117, junt amb el seu germà, comte palatí de Caríntia, vogt del patriarcat d'Aquileia i de San Pere a Ístria
  - Engelbert I (+ vers 1122), també comte palatí de Baviera i Vogt de l'abadia de Millstatt a Caríntia
    - Enric II (1142–1150), comte de Görz
    - Engelbert II (1142–1191), fill de Meinard I, comte junt amb el seu germà, marcgravi d'Ístria, comte palatí de Caríntia, vogt d'Aquileia i de Millstatt
    - Meinard II el Vell (1191–1231) comte de Görz, marcgravi d'Ístria, vogt de Parenzo
      - Engelbert III (1191–1220), fill d'Engelbert II, comte junt amb el seu germà, vogt de Millstatt
      - Meinard III (1231–1258), fill d'Engelbert III, comte de Görz, marcgravi d'Ístria, vogt d'Aquileia, Trento, Vrixen i Bozen, hereta el comtat de Tirol el 1253 en casar-se amb l'hereva Adelaida de Tirol († 1279)

### Görz-Tirol
- -     -       -         - Meinard (IV) I de Caríntia (1258–1271), comte de Görz i Tirol i després de la partició comte de Tirol, també duc de Caríntia des de 1286 fins a 1295. Casat amb Elisabet de Baviera († 1273) 
          - Elisabet de Caríntia, Górz i Tirol, consort del rei d'Alemanya († 1313)
          - Otó III de Caríntia, comte de Tirol, duc de Caríntia († 1310)
          - Albert II de Tirol, († 1292), comte de Tirol
          - Lluís († 1305)
          - Enric de Tirol, Carintia i Bohemia († 1335), fill de Meinard (IV), comte de Tirol i duc de Caríntia (VIII) i marcgravi de Carniola (III) des de 1295, rei de Bohèmia i marcgravi de Moràvia 1306 i 1307-1310
            - Margarida de Tirol (1335-1363), filla d'Enric, comtessa de Tirol
              - Meinard III de Tirol (1344-1363)
- Llinatge extingit, Tirol passa a la casa d'Habsburg

### Gorízia
- -     -       -         - Albert I (1258–1304), fins a 1271 comte de Görz i Tirol conjuntament amb el seu germà Meinard IV, després comte de Görz, Pustertal i Lienz
        - Clara, casada amb Andreu III d'Hongria (1286)
        - Eufemia
          - Enric II (1304–1323) comte conjuntament amb el seu germà fins a la partició del 1307, casat amb Beatriu de Camino (filla de Gerard di Camino) i amb Beatriu de Baixa Baviera († 1360), vicari imperial a Treviso (1322) 
            - Meinard V de Gorízia (+ després de 1318), comte de Górz
            - Joan Enric IV (1323–1338), comte de Görz

          - Albert II (1304–1325), fill d'Albert I, comte conjuntament amb el seu germà casat amb Elisabet de Hessen († 1308) i amb Eufèmia de Mätsch († 1350)
            - Albert III (1338–1374) comte de Görz casat amb Caterina fill de Frederic comte de Cilli
            - Enric III (1338–1362) comte de Görz, casat amb Ziliola filla de Jacob de Carrara
            - Meinard VI (1338-1385), comte des de 1365 amb els seus germansm casat amb Caterina filla d'Ulric de Pfannenberg i després amb Utegilda filla d'Ulric de Mätsch
              - Anna, casada amb Esteve Frangipane (1352)
              - Ursula, casada amb Enric de Schaumberg (1362)
              - Elisabet esposa de Guillem de Cilli (1373)
              - Eufemia esposa de Nicolau de Segna (1370)
              - Caterina, promesa el 1361 a Leopold III d'Habsburg, casada el 1372 a Joan de Baviera-Munich
              - Joan Meinard (1385–1429) comte conjuntament amb el seu germà Enric VI, comte palatí de Caríntia i comte de Kirchberg, casat amb Magdalena filla de Frederic duc de Baviera
              - Enric VI (1385–1454), comte de Görz, de Kirchberg (a Suàbia) i comte palatí de Caríntia, conjuntament amb el seu germà Joan Meinard
                - Margarida, esposa de Joan d'Ottingen
                - Anna, esposa de Brunoro della Scala (1437)
                - Joan II (1454–1462), comte de Görz, promès a Elisabet (filla d'Ulric de Cilli)
                - Lluís (1454–1457), comte de Görz
                - Leonard (1454–1500), fill d'Enric VI, conjuntament amb els seus germans, fou el darrer del llinatge; casat amb Paula Gonzaga (1477) filla de Lluís III Gonzaga, marquès de Màntua
- Possessions a la Casa d'Habsburg, Gorizia part de l'Àustria Interior de 1564 a 1619, Lienz unificada amb Tirol

### Princeses destacades de la família
- Elisabet de Gorízia-Tirol (1262–1312), filla de Meinard IV, casada amb Albert I d'Alemanya el 1298
- Elisabet de Caríntia (1298 – després de 1347), la seva neboda, neta de Meinard IV pel seu fill Otó, el 1337 reina consort de Sicília com muller del rei Pere II de Sicília